# Броун-Секар, Шарль
Шарль Эдуа́р Бро́ун-Сека́р (фр. Charles Edouard Brown-Séquard; 8 апреля 1817 — 2 апреля 1894) — французский медик.

## Биография
Шарль Эдуар Броун-Секар родился на острове Маврикий, сын американца и француженки. В 1838 году приехал в Париж для окончания своего медицинского образования, получил там в 1840 году учёную степень и посвятил себя всецело исследованиям в области экспериментальной физиологии, а также исследованию и лечению нервных болезней. После долговременного пребывания в Северной Америке (в частности, в 1864—1867 годах преподавал в Гарвардском университете) и в Лондоне, где он был врачом в госпитале для паралитиков, был назначен в 1869 году professeur agrégé при медицинском факультете в Париже; в 1878 году он в качестве преемника Клода Бернара был назначен профессором экспериментальной физиологии в Коллеж де Франс.
Наука обязана Броун-Секару рядом исследований о составе крови, о животной теплоте, о спинном мозге и его болезнях, о мышечной, нервной и ганглиозной системе; число его работ, обнародованных частью на английском, частью на французском языке, доходит до 500. 
С 1858 года он издавал «Journal de la physiologie de l’homme et des animaux»; с 1868 г. вместе с Шарко и Вульпианом «Archives de physiologie normale et pathologique», a также с 1873 г. американские «Archives of scientific and practical medicine and surgery».
1 июня 1889 года Броун-Секар сделал в Societé de Biologie много нашумевшее сообщение о результатах подкожных впрыскиваний человеку водного настоя свежих яичек морских свинок и собак, которое вслед за тем было напечатано под следующим заглавием: «Des effets produits chez l’homme par des injections sous-cutanées d’un liquide retiré des testicules frais de cobaye et de chien» («Comptes Rendus de la Societé de Biologie», 15 Juin), a за ним последовал целый ряд статей по тому же вопросу. Исходя из того факта, что период наиболее энергичной деятельности организма совпадает у самцов с периодом половой зрелости, и эта усиленная деятельность ослабляется вместе с ним, Броун-Секар пришёл к мысли, что явление это связано с выделением в яичках какого-нибудь особого вещества, сильно возбуждающего деятельность организма. Он попробовал впрыскивать под кожу экстракты, полученные из яичек морских свинок и собак; опыты эти он производил над самим собой (ему было в это время 72 года) и нашёл, что хотя впрыскивания сопровождались значительной и притом довольно продолжительной болью, но зато вслед за тем наблюдалось увеличение общей мышечной силы, улучшение отправлений прямой кишки, мочевого пузыря и половых органов, а также усиление умственной деятельности. Опыты других исследователей дали сначала те же результаты, и хотя позднее выяснилось, что за периодом усиленной деятельности наступает период упадка, открытие Броун-Секара, помимо большого научного интереса, получило и применение в медицине.

## Избранная библиография
- «Experimental researches applied to physiology and pathology» (Нью-Йорк, 1853),
- «Deux mémoires sur la physiologie de la moelle epinière» (Париж, 1855),
- «Experimental and clinical researches ou the physiology and pathology of the spinal cord» (Ричмонд, 1855),
- «Réchérches expérimentales sur la physiologie des capsules surrénales» (Париж, 1856),
- «Researches on epilepsy: its artificial production in animals and its etiology, nature and treatment in man» (Бостон, 1857),
- «Course of lectures on the physiology and pathology of the central nervous system» (Филадельфия, 1860),
- «Lectures on the diagnosis and treatment of functional nervous affections» (Филадельфия, 1868),
- «Dual character of the brain» (Вашингтон, 1877),
- «Two lectures on convulsions and paralysis as effects of disease of the base of the brain» (Филадельфия, 1878).